# Kabušiki gaiša
Kabušiki gaiša či kabušiki kaiša (japonsky 株式会社, v doslovném překladu: akciová/podílová společnost; v japonštině zkratka 株, v latince KK; v Hepburnově přepisu kabushiki gaisha) je právní forma obchodní společnosti definovaná japonským obchodním zákoníkem.

## Název
V japonštině může stát název této právní formy před vlastním jménem společnosti (např. japonsky 株式会社ニコン, Kabušiki gaiša Nikon), nebo za ním (např. japonsky スズキ株式会社, Suzuki kabušiki gaiša). Při lokalizaci svého obchodního jména do zahraničního prostředí tyto japonské společnosti používají jako označení právní formy nejčastěji Co. Ltd. (např. Casio Computer Co., Ltd.), Corp. či Corporation (např. Sony Corporation) nebo Inc. či Incorporated (např. ANA Holdings Inc.).

## Historie
Volným vzorem úpravy této právní formy je právo společností používané v Spojených státech, což souvisí s faktem, že na revizi japonského korporátního práva během spojenecké okupace Japonska po druhé světové válce se v letech 1949–1950 podíleli právníci z Chicaga, kteří použili jako předlohu illinoiský zákon o obchodních korporacích z roku 1933 (Illinois Business Corporation Act of 1933).

## Specifika
Variantou právní formy kabušiki gaiša je (od roku 2006) tzv. hikókai kabušiki gaiša (japonsky 非公開会社, v překladu „soukromá akciová společnost“), při které musí správní rada souhlasit s každým převodem podílů. Kabušiki gaiša se přibližně podobá české akciové společnosti, zatímco hikókai kabušiki gaiša se přibližně podobá společnosti s ručením omezeným.
Potřebný základní kapitál od roku 2006 činí 1 JPY. Kabušiki gaiša má správní radu (japonsky 取締役会, torišimarijaku kai) složenou z minimálně tří členů (v hikókai kabušiki gaiša stačí jeden člen), z nichž alespoň jeden je statutárním zástupcem (japonsky 代表取締役, daihjó torišimarijaku).